# Équipe de France militaire de football masculin
Cet article traite de l'équipe masculine de football. Pour l'équipe féminine, voir Équipe de France militaire féminine de football.
Maillots
Actualités
L'équipe de France militaire de football masculin est l'équipe masculine de l'armée française, composée de militaires des trois armées et de la gendarmerie qui évoluent à un niveau de N3, voire de N2.
En gagnant la Coupe du monde de football militaire en 1948, elle devient la première équipe de France de football victorieuse d'un titre mondial.

## Histoire
L'équipe de France militaire masculine est créée au début des années 2000 à la suite de la suspension du service national militaire français. Elle succède à l'équipe de France du bataillon de Joinville qui était composée de footballeurs de renom qui y effectuaient leur service militaire.
Avec la suspension du service militaire, il a fallu reconstruire une équipe constituée uniquement de militaires qui jouent au football. Au début des années 2000, les deux anciens adjoints de Roger Lemerre, le major Philippe Lemain et l'adjudant-chef Claude Baron reprennent en main cette équipe et lancent une prospection au sein des trois armées et de la gendarmerie pour trouver de nouveaux joueurs. 
Pour permettre une meilleure sélection, le championnat de France militaire de football est relancé en 2003.
En 2006, la France retrouve la scène internationale en réintégrant le Challenge Kentish qu'elle a quitté 20 ans auparavant, la plus vieille compétition européenne avec les équipes belge, néerlandaise et anglaise. Depuis leur retour, les Bleus ont remporté ce tournoi en 2006 en France, en 2007 en Belgique, et en 2008 en Angleterre. Le niveau de l'équipe équivaut à un club de N3.
A compter de 2013, elle participe à toutes les compétitions internationales (Coupe du Monde et/ou Jeux Mondiaux).
En juin 2022, l’équipe de France militaire, coachée par Nicolas Mermet-Maréchal, a brillé lors de la centième édition du tournoi de Kentish. Cet événement, marquant un siècle de compétition, s’est déroulé dans le sud de l’Angleterre, sur les installations du Havant & Waterlooville FC, un club situé à proximité de Portsmouth. Grâce à une meilleure différence de buts, la France a terminé en tête et remporté le tournoi,,.

## Palmarès
- Jeux Interalliés
  - 2e en 1917
- Coupe du monde militaire (5)
  - Vainqueur en 1948, 1949, 1957, 1964, 1995
  - 2e en 1958
  - 3e en 1950, 1951, 1959, 1961, 1963, 1997

- Challenge Kentish (31)
  - Vainqueur en 1923[7], 1934, 1936, 1937, 1938, 1947[7], 1949, 1950, 1954, 1956, 1958, 1959[8], 1960, 1961, 1963, 1965, 1966, 1971, 1972, 1979[7], 1981, 1982, 1983, 1985, 2006, 2007, 2008, 2009, 2011, 2012, 2013 et 2022.
- Championnat d'Europe :
  - Vainqueur en 2014